# Wladimir Sergejewitsch Serjogin
Wladimir Sergejewitsch Serjogin (russisch Владимир Сергеевич Серёгин; * 7. Juli 1922, Moskau; † 27. März 1968 bei Nowosjolowo, Rajon Kirschatsch, Oblast Wladimir) war ein sowjetischer Testpilot.

## Leben
Serjogin wurde 1922 in der Familie eines Postangestellten geboren. Nach seiner Schulzeit meldete er sich 1940 freiwillig zur Roten Armee. Er absolvierte 1943 die Militärflugschule Tambow und wurde anschließend an die Front geschickt.
Serjogin flog zunächst die Il-2 Schturmowik im 672. Schlachtfliegerregiment der 306. Schlachtfliegerdivision des 10. Schlachtfliegerkorps und kam auf 140 Feindflüge, zusätzlich 50 Aufklärungseinsätze. Am 29. Juni 1945 wurde Leutnant Serjogin wegen „vorbildlicher Durchführung von Kampfeinsätzen an der Front“ mit dem Ehrentitel Held der Sowjetunion und dem Leninorden ausgezeichnet. Ebenfalls 1945 wurde er Mitglied der WKP (B).
Nach dem Krieg blieb Serjogin in den Luftstreitkräften. Er absolvierte die Akademie der Luftstreitkräfte in Schukowski und arbeitete ab 1953 als Testpilot. Er war Haupttestpilot der MiG-15 und qualifiziert für die MiG-17. Am 9. März 1967 wurde Oberst Serjogin zum Kommandeur des Kosmonauten-Trainingsregiments ernannt.
Er starb am 27. März 1968 durch einen Flugzeugabsturz während eines Trainingsfluges mit einer MiG-15UTI, zusammen mit Juri Gagarin, bei dem er als Ausbilder diente.
Die Urnen von Serjogin und Gagarin wurden in der Kremlmauer am Roten Platz in Moskau bestattet.

## Auszeichnungen
- Held der Sowjetunion (Nr. 4990, 29. Juni 1945)
- Leninorden (29. Juni 1945)
- 2 × Rotbannerorden (30. Mai 1944, 20. September 1944)
- Orden des Vaterländischen Krieges 1. Klasse (31. Januar 1945)
- Orden des Vaterländischen Krieges 2. Klasse (23. Mai 1945)
- 4 × Orden des Roten Sterns